# Culte impérial
Ne doit pas être confondu avec Monarchie de droit divin ou Mandat du Ciel.

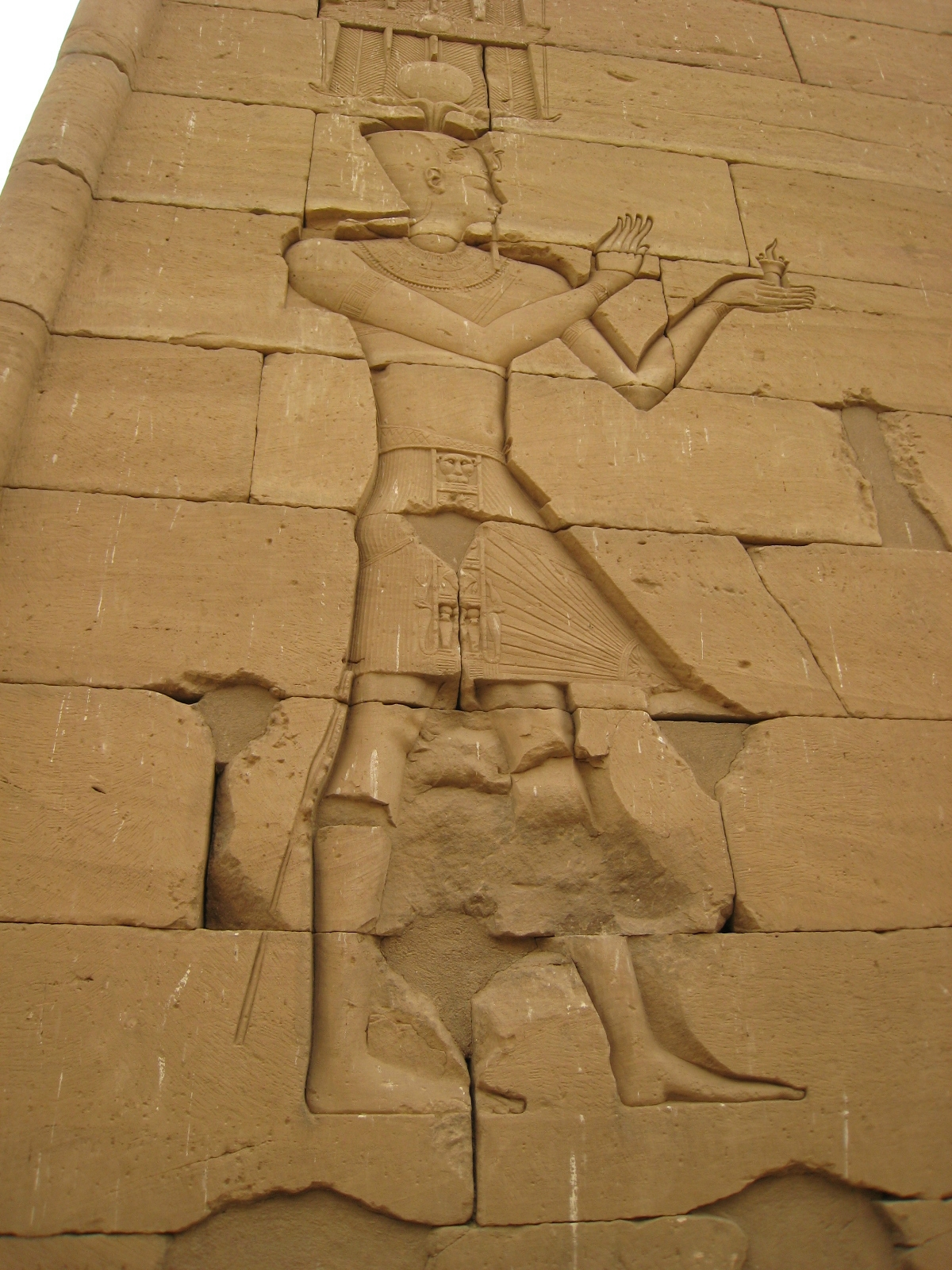
L'empereur Auguste était considéré par les Égyptiens, comme l'équivalent des pharaons de l'Égypte antique, qui étaient vénérés comme des dieux comme les empereurs romains.

Un culte impérial est une forme de religion d'État dans laquelle un empereur ou une dynastie d'empereurs (ou des souverains portant un autre titre) sont vénérés comme des demi-dieux ou des divinités. 
Ce système de gouvernement combine la théocratie avec la monarchie absolue.

## Égypte antique
Les pharaons d'Égypte étaient considérés comme des dieux vivants ; chacun était vu comme le fils du dieu Rê, le créateur suprême. Ils sont aussi les intermédiaires entre le peuple et ses dieux. 
Le pharaon est l'héritier de la fonction du dieu Horus, qui fut, selon les légendes, le tout premier souverain d'Égypte.  
À partir de la XVIIIe dynastie (1580-1314), les pharaons se proclament descendants directs d'Amon-Rê, roi des dieux. Pour légitimer son accession au trône, la reine Hatshepsout n'a pas hésité à faire figurer sur une paroi de son temple, à Deir el-Bahari, une scène montrant le dieu Amon-Rê et sa mère s'unissant charnellement et engendrant ainsi la future reine. 
Enfant des dieux, dieu lui-même, le pharaon a pour fonction de maintenir l'harmonie universelle telle que la symbolise Maât, déesse de la Vérité, de la Justice et de l'Accord parfait des forces du monde. Lorsqu'un pharaon meurt, Maât est menacée, le chaos risque de s'installer. Seul l'avènement d'un nouveau pharaon permet au monde de retrouver le rythme reçu du démiurge lors de sa création, et rétablit l'équilibre cosmique. Le pharaon est le garant du lever du soleil et de la régularité des crues du Nil. Seul représentant des hommes auprès des dieux, c'est toujours lui que l'on voit sur les reliefs des temples en train d'accomplir les rituels divins, le clergé n'étant que son délégué dans chaque sanctuaire. 
La dynastie lagide, dynastie hellénistique qui a succédé à Alexandre le Grand en Égypte,  a légitimé son pouvoir en se laissant vénérer par le culte ptolémaïque d'Alexandre le Grand.

## Rome antique
Le culte impérial a été officiellement décrété par les empereurs romains pendant la période dite impériale. Le dictateur de Rome, Jules César, n'est jamais devenu empereur ni adoré comme un dieu, mais son fils adoptif Octave Auguste l'a fait. Auguste proclame que Jules César a été admis auprès des dieux après sa mort et se qualifie de "fils divin". 
L’empereur était considéré de son vivant comme l’âme de l’État et la garantie de sa prospérité. Même s’il tendait à apparaître comme l’intermédiaire entre les hommes et les dieux et comme un homme providentiel, l’empereur n’est pas, pour autant, assimilé à un dieu. Il n’est divinisé qu’à sa mort mais son statut reste alors inférieur à celui des dieux immortels,.
Le culte impérial était devenu une sorte de religion d'État et le sacrifice aux empereurs devient obligatoire, sous peine d'être condamné à la peine de mort. Ceci était considéré comme une forme de manifestation citoyenne d'allégeance et de légitimation du pouvoir impérial. Cet arrangement est controversé, principalement au sein de l'aristocratie romaine. La non-participation au culte impérial devient également la principale raison pour persécuter les juifs puis les chrétiens, ces derniers de plus en plus nombreux, qui, en raison de leur monothéisme, refusent fermement de reconnaître un autre dieu que le leur (à savoir le Dieu unique), alors que les personnes pratiquant d'autres religions dans l'Empire romain n'ont en principe pas le même problème.
Avec l’expansion du christianisme, le culte impérial connaît une évolution profonde, qui peut sembler paradoxale. S’il devient d’abord un moyen de s’assurer du loyalisme des habitants d’un Empire encore polythéiste, la conversion des empereurs au christianisme, à partir de Constantin, ne le fait pas pour autant disparaître.

## Japon
Le dernier pays au monde où le chef de l'État lui-même était considéré comme un dieu était le Japon, dont l'empereur était censé descendre de la déesse du soleil Amaterasu. Après la défaite du Japon dans la Seconde Guerre mondiale, en 1945, l'empereur de l'ère Shōwa, Hirohito, renonça à sa divinité.